# 頌歌 (古希臘)
頌歌（英語：Ode），又称頌、賦，是西方抒情诗的一種形式。通常有一定長度，結構精緻、儀禮出眾、曲調莊嚴，通常用于舉行葬禮及國事。
颂歌由三部分組成：正旋舞歌、回舞歌、长短句交替。

## 參看
- 抒情诗#欧美
- 谣曲